# 玛塔·哈里

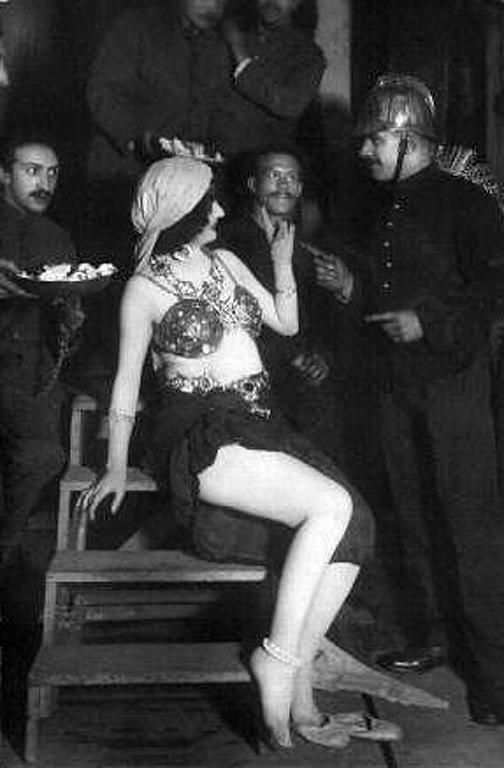
於1916年巴黎

玛塔·哈里（荷蘭語：Mata Hari，發音：[ˈmaːtaː ˈɦaːri]；1876年8月7日—1917年10月15日）是荷兰人玛哈丽塔·海特勒伊达·泽勒（荷蘭語：Margaretha Geertruida Zelle，發音：[mɑrɣaːˈreːtaː ɣeːrˈtrœydaː ˈzɛlə]）的艺名，是20世纪初的一位交际花，一战期间与欧洲多国军政要人、社会名流都有关联，最终在巴黎以德国间谍罪名被法军枪毙。
玛塔·哈里传奇式的人生在西方世界有着很高的知名度，后世许多学者也致力于研究她的间谍身份，对当时的判决提出许多質疑。玛塔·哈里的形象也经常出现在各种书籍、电影等文化作品之中，在西方文化中有一定的影响。

## 生平

### 一战前
玛哈丽塔·泽勒出生于荷兰弗里斯兰省呂伐登，在四个孩子中排名第二，是唯一的女孩，她的父亲亚当·泽勒（Adam Zelle）开着一间帽子店，生活富足，母亲安切·范德默仑（Antje van der Meulen）。夫妻两人都是从小在弗里斯兰省长大，但玛哈丽塔却天生有着与金发碧眼的当地人不同的容貌，她浓密的头发、乌黑的眼睛、橄榄色的棕色皮肤，使她看上去更像犹太人或爪哇人的后裔。在她7岁时，她们举家搬迁到了莱顿市，到1889年，泽勒的帽子生意日渐萧条，他又被人误导在一次股票的投机生意中损失惨重，只能变卖家产偿还债务，一家人搬入了一所贫民住宅，泽勒不堪忍受失败的痛苦，到阿姆斯特丹寻找机会东山再起，却一去不返。1891年，玛哈丽塔15岁时，她的母亲在沮丧中离开人世。
此后，年仅14岁的玛哈丽塔和兄弟分散到各处，分别被亲戚或教会照养，1895年7月11日，年仅19岁的玛哈丽塔嫁给了一位大她22岁的荷兰海军军官，婚后，他们夫妇二人移居爪哇，并很快有了一男一女两个孩子，然而在1899年，他们的儿子被佣人毒死，本就不合的夫妻关系雪上加霜，随后，他们返回了荷兰，并最终在1903年离婚，她的丈夫擁有女兒的監護權。
同年，玛哈丽塔移居法国巴黎，在一个马戏团作骑师，并改名为麦克劳德小姐（Lady MacLeod），为生计所迫，她也兼职做艺术模特，在艰难中维持生计。
1905年，玛哈丽塔开始以演绎充满东方风情的的舞蹈渐渐出名。她也从此开始使用玛塔·哈里的艺名，按照梵语，该名意思为“神之母”； 按照印度尼西亚语，也可译作“黎明的眼睛”或“太阳”。玛塔·哈里也从此开始为自己编造一个神秘的来历，在她自己编造的故事中，她成了一位来自爪哇的印度僧侣的后裔，她从小学习印度教的神圣舞蹈。当时，由于通信手段的局限性，很多身份都难以被查证，许多人都会给自己添加一个高贵的身份，以便于自己成名。1905年3月13日，玛塔·哈里在巴黎吉梅博物馆（Musée national des Arts asiatiques-Guimet）首次演出，她凭借带有东方文化的神秘和充满诱惑的身体，懾服了所有的观众，玛塔·哈里几乎一夜成名，此后她又拍摄了很多衣着暴露甚至裸体的照片，并将这种形象带到了她的舞台表演中去，她种种大胆的做法又为她赢来了更多的呼声。
尽管玛塔·哈里在有关自己的身世上编造了不少的谎言，但她在舞蹈艺术上的确取得了不小的成功，玛塔·哈里用她艳舞的表演，将整个巴黎的娱乐业带入了一个崭新的境界。此外，她的生活态度也如她的舞蹈一般随意放纵，她也借此逐渐接近了许多富人阶层。虽然玛塔·哈里并没有拥有惊人的美貌，但她充满诱惑的气质、性感妩媚的形象，使她得以以交际花的身份周旋于法国、德国和俄罗斯等国的军政显要之间。
在一战前，玛塔·哈里还经常被世人认为是放荡不羁的舞蹈艺术家，常以惊世骇俗的表现闻名于世，但随着时间的推移，她的名声越来越差，很多时候已成了名副其实的妓女。

### 双重间谍

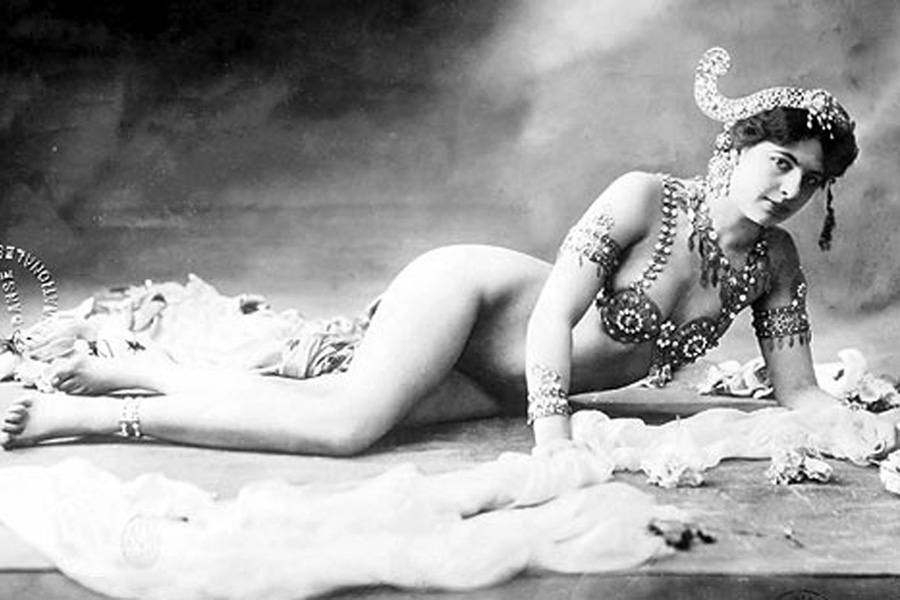
玛塔·哈里的知名照片，穿著珠寶胸罩

第一次世界大战期间，荷兰一直为中立国，作为荷兰国民，玛塔·哈里能够自由地来往各国之间。为了避免经过战区，她从法国到英国，多要经由西班牙、英国中转，这也注定使她会引起各国注意。在此期间，她也是很多協约国高阶军官的情妇。玛塔·哈里在后来回忆这段历史，曾说她在一个偶然的机会获得了英国军情五处军官接见，并答应他成为法国军队的间谍，只是法国军方从来没有正式确认此事，至今，尚不清楚，这是玛塔·哈里故意的谎言使自己的身份更为神秘，还是法国军方确实利用了她，却碍于国际形象不能承认，这些都已不得人知。
1917年1月，西班牙马德里的德国军队向德国柏林发送了一封电报，这封电报描述了一个代号H-21的德国间谍的所采集到的大量情报。法国情报人员截获了这份情报，并破译了全部内容，很快判定出H-21即是玛塔·哈里。值得注意的是，德国人在这封电报中采用了先前已经被法国破解的编码方式，这就给以后史学家留下了很大的疑问，很多人猜测德國是否為有意地實行反間計，或许正如玛塔·哈里自己所言，她是在以双重间谍的身份为法国效力，而德国人仅是借刀杀人，这些都不得而知。
1917年2月13日，玛塔·哈里在她在巴黎的酒店寓所中被捕。此时，法国在一战中正处于极度被动的地位，士气低落，几十万协约国的将士在战场上死亡，所以军政府也急切地需要寻找倒霉的替罪羊。也许玛塔·哈里正是最合适的人选，她被指控为德国间谍，对数万士兵的死亡负有责任。尽管很多假定都仅仅来自推测，并无确凿的证据，但她仍然被认定有罪，并最终在10月15日被捆绑在刑场上枪决，终年41岁。

### 身后
玛塔·哈里死后，她的尸体无人认领，因此最终被用于医学用途。她的头颅经过防腐处理后，存入了巴黎解剖学博物馆。但是直到2000年，该馆的保管人才发现头颅已经丢失。据后来的分析，丢失很可能是1954年该馆搬迁时发生的。另有1918年的记录显示，该馆也曾经接收了进行完医学实验的尸体，但是也已丢失。
作为一个曾经红极一时的艳舞演员突然以间谍的身份被枪决，这也立即引出了很多的流言。一种流言是，玛塔·哈里在临死前给了行刑者一个飞吻，又或者她只是飞吻了她的律师，一个她从前的情人。她的遗言是“谢谢，先生”。另一种流言是，她故意解开了她的上衣，裸露出她的乳房，以迷惑行刑者。但1934年美国杂志《纽约客》的报道却是，“她穿着一身整洁的女士西服，双手戴一幅崭新的白手套，一些都是专门为这个场合精心准备”。第三种流言是，玛塔·哈里在行刑时非常镇静，而且拒绝戴眼罩，因为她在先前已经贿赂了行刑者，使用空包彈代替真子弹，但这个计划最终失败了。

## 流行文化

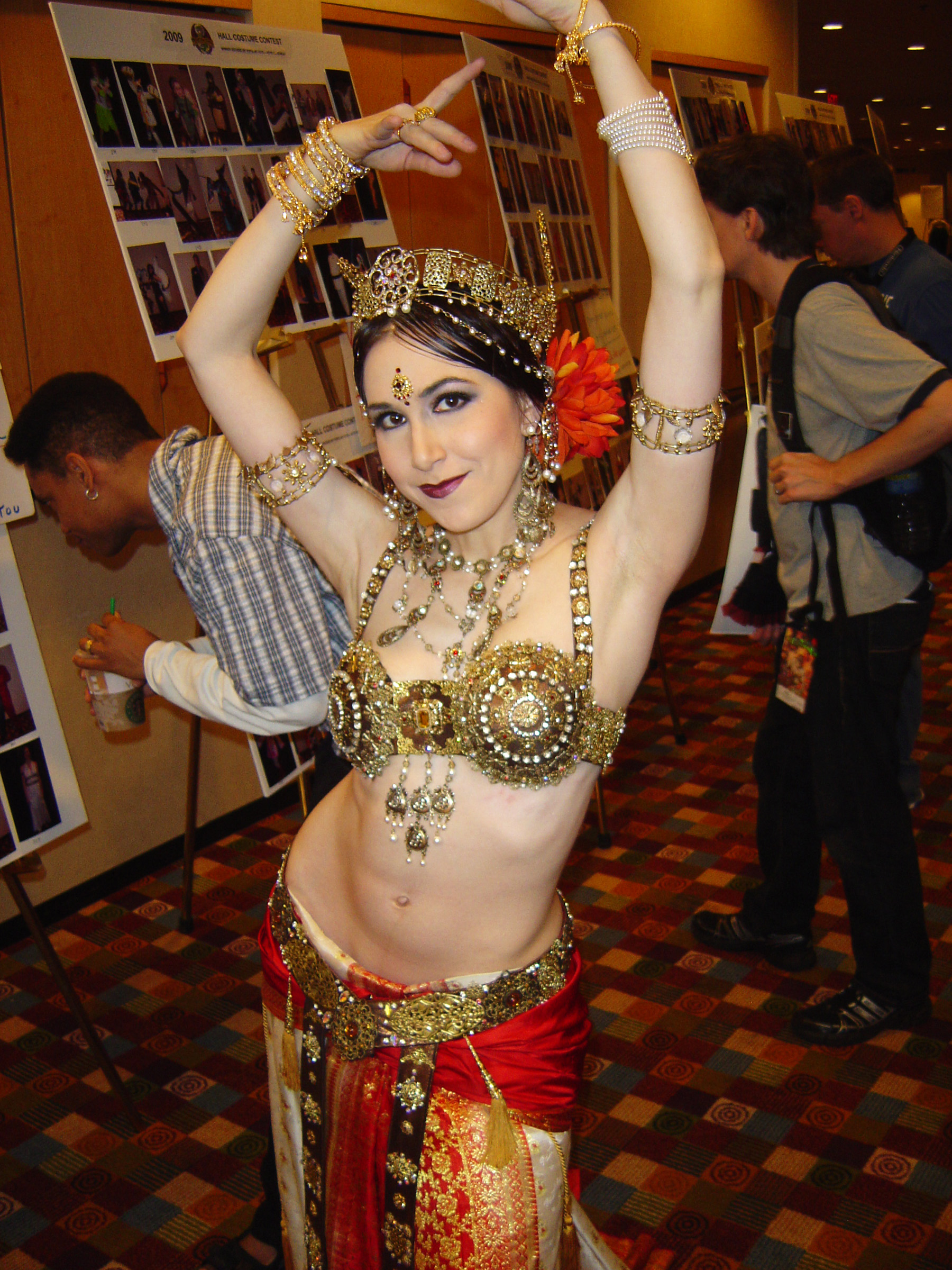
模仿瑪塔·哈里

一般通常的观点是，玛塔·哈里作为一个艷舞的演员又扮演着双重间谍的身份，从她的情人那里盗取了大量的情报，最终被执行枪决。这本身就是非常精彩的题材，所以从她死后，各种各样的流行文化就始终不断地在她身上大作文章，甚至时至今日，玛塔·哈里的大名仍在被不断提起，当然，这其中有很多都添加了虚构的成分，但也有少量的作品有较强的写实性，可作为历史研究的史料。
另外，玛塔·哈里在西方文化中已经成为女间谍和蛇蝎美人的代名词。中国留法女学生李李曾因为间谍指控被西方媒体称为“中国制造的玛塔·哈里”。
在众多作品当中，1931年著名的女明星葛丽泰·嘉宝主演的影片《玛塔·哈里》为经典之一，该片主要依据玛塔·哈里真实的生平改编，只是为了迎合观众胃口，在她最后被枪决时加入了密谋策划的虚构成分。该片塑造的传奇浪漫的人物角色很大程度上影响了后来的创作，玛塔·哈里也出现在越来越多的书籍、电影、电视剧、日本动画、电脑游戏等作品之中。
- Mata Hari, Mythe et Réalité d'une Espionne，一部1998年的纪录片，56分钟，比利时[7]；
- 莱内·洛维奇（Lene Lovich）创作的音乐剧《玛塔·哈里》，1982年10月至11月在英国伦敦的哈默史密斯歌剧院（Lyric Hammersmith）上映；
- 1967年詹姆斯·邦德系列电影《鐵金剛橫掃皇家賭場》（Casino Royale es Bond）中，玛塔·邦德是虚构出的詹姆斯·邦德和玛塔·哈里的女儿，她像她母亲一样是个出色的舞者，但并不是个出色的间谍；
- 美国电视剧《圣女魔咒》（Charmed）中，角色菲比·哈里威尔（Phoebe Halliwell）在剧中被玛塔·哈里灵魂附体；
- 1989年法国游戏公司Loriciel出品了一款在Atari ST和Amstrad CPC运行的電子遊戲；
- 玛塔·哈里出现在电脑游戏《影之心》（Shadow Hearts）系列的前两款中，而且使用了玛塔·哈里的原名玛哈丽塔·吉尔楚伊达·泽勒；
- 在印第安那·琼斯系列小说中，印第安那·琼斯在10几岁时被玛塔·哈里夺去了童贞；
- 在美国电视剧《少年印第安那琼斯年谱》中，22岁的印第安那·琼斯在巴黎遇到了玛塔·哈里并爱上了她；
- 美国Bally公司制作了一款名为玛塔·哈里的弹球机；
- 美国作家库尔特·冯内古特的小说《黑夜母亲》（Mother Night）中，曾有一段主人公对玛塔·哈里回忆的描述。
- 在日本輕小說與動畫作品《R.O.D》中，玛塔·哈里被複製科技復活，成為「偉人軍團」之一。
- 在卡尔维诺的小说《如果在冬夜，有一個旅人》第六章中，曾有一段描述提到了玛塔·哈里：「不过那也许是一位玛塔·哈里，她活动于欧洲之外的各种革命活动中，为某水泥公司销售推土机开拓道路。」
- 在2015年的日本手機遊戲《Fate/Grand Order》中以一星「Assassin」的職階做為從者登場並且被玩家所使用，寶具為「擁有陽眼之女」，戰鬥力相當低，相對的是魅惑特化的從者。
- 2020年漫畫魔女大戰 32名異能魔女交戰廝殺（河本焰、塩塚誠（日语：塩塚誠））中作為魔女登場
- 2021年上映電影《金牌特務：金士曼起源》（英語：The King's Man）由瓦萊麗·帕赫納飾演。
- 2021年欧洲歌唱大赛阿塞拜疆参赛曲目，由萨米拉·艾梵迪耶娃（英语：Samira Efendiyeva）演唱